# Monte Makaya
Monte Makaya in Terra Encantada (Rio de Janeiro, Brasilien) ist eine Stahlachterbahn vom Modell Multi Inversion Coaster des Herstellers Intamin mit der Seriennummer T-335, die am 16. Januar 1998 eröffnet wurde. Dragon Khan hielt bis zur Eröffnung von Monte Makaya alleine den Rekord für die meisten Inversionen. Beide Bahnen sind jedoch von unterschiedlichen Herstellern und besitzen unterschiedliche Layouts.
Sie wurde im Terra Africana Themenbereich eröffnet, was portugiesisch ist und für Afrikanisches Land steht.
Im Juni 2010 wurde die Bahn zusammen mit dem Rest des Parks geschlossen, stand aber noch bis März 2016 im Park. 2024 soll sie im neuen Freizeitpark Mirabilandia (Paulista, Brasilien) wiedereröffnet werden.
Die 800 m lange Bahn, für die sie rund 1:45 Minuten bei einer Höchstgeschwindigkeit von 80 km/h benötigt, erreicht eine Höhe von 37 m und besitzt acht Inversionen: einen Looping, eine aus zwei Inversionen bestehende Cobra-Roll, einen doppelten Korkenzieher, sowie eine dreifache Heartline-Roll.
Baugleiche Anlagen zu Monte Makaya sind Avalancha in Xetulul (Guatemala) und Flight of the Phoenix in Harborland (Volksrepublik China).

## Züge
Monte Makaya besitzt einen Zug mit sieben Wagen. In jedem Wagen können vier Personen (zwei Reihen à zwei Personen) Platz nehmen. Ursprünglich hatte die Bahn zwei Züge, aber der eine Zug wurde 2004 bei einem Feuer in der Station zerstört.